# ょ
ょ、ョは、日本語の仮名のひとつで、母音が/o/である開拗音をその前にある仮名に付加する。よ、ヨを小書きにした文字である。

## 用法
現代の日本語では、一般にい段の音の後にしか来ない。
ただし、外国語を日本語で表記する場合などには、「て」、「で」、「ふ」、「ゔ」の後に来ることがある（例：テョルヌヴィク、コンデョー、フョードル・ドストエフスキー、トヴョールドゥイ ズナーク）。これらは「て」、「で」、「ふ」、「ゔ」の子音に「よ」の音を続けた音（/tjo/、/djo/、/fyo/、/vyo/）を表す。

## ょ に関わる諸事項
- 間投助詞の「よ」は、「ョ」と書かれることがある（例：8時だョ!全員集合）。